# Euptychia gulnare
Euptychia gulnare är en fjärilsart som beskrevs av Butler 1870. Euptychia gulnare ingår i släktet Euptychia och familjen praktfjärilar. Inga underarter finns listade i Catalogue of Life.